# Thorsten Goldberg

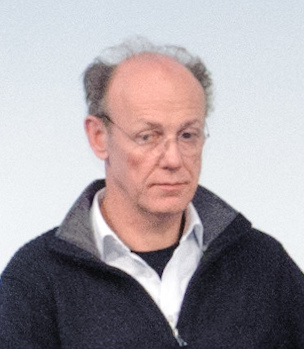
Thorsten Goldberg, 2012

Thorsten Goldberg (* 26. Dezember 1960 in Dinslaken) ist ein deutscher Künstler.

## Leben
Von 1982 bis 1991 studierte Thorsten Goldberg Bildhauerei an der Staatlichen Akademie der Bildenden Künste Stuttgart bei Inge Mahn.
1991 erhielt Thorsten Goldberg für seine fotografische Arbeit „Class of 97“ den ersten Preis des Wettbewerbs Forum junger Kunst, Kunsthalle zu Kiel, Kunstverein Mannheim, Kunstmuseum Wolfsburg, Württembergischer Kunstverein Stuttgart und Staatliche Kunsthalle Baden-Baden.
Zusammen mit dem Drehbuchautor Wieland Bauder schuf er die Kunstfigur Thomas Bauer für gemeinsame künstlerische Auftritte. Als Thomas Bauer erhielt er das Stipendium für Fotografie des Berliner Senats 1991 und nahm an der Ausstellung Kunst im Weltmaßstab der Kunsthalle zu Kiel 1993 teil.
Seit 1995 entstehen neben fotografischen Arbeiten und Videoarbeiten vermehrt Arbeiten der Kunst am Bau und Kunst im öffentlichen Raum.
Thorsten Goldberg ist Sprecher der Kommission für Kunst im Öffentlichen Raum des Kulturwerks in Berlin, Mitglied der KÖR Jury Wien von 2014 bis 2016 Mitinitiator des Projektes "Zwischenablage" zur Kunst in den Großsiedlungen Marzahn und Hellersdorf und er ist Initiator und Mitherausgeber von „Public Art Wiki, eine gedachte Bibliothek“ des Internet-Lexikons zu Kunst im öffentlichen Raum und Herausgeber einiger Publikationen zur Kunst im öffentlichen Raum.
Als Künstler hat Thorsten Goldberg zahlreiche Projekte europaweit im öffentlichen Raum realisiert und unterrichtete an verschiedenen Fachhochschulen und Kunstakademien. Zuletzt hatte er einen Lehrauftrag für Kunst im Öffentlichen Raum an der Universität für künstlerische und industrielle Gestaltung Linz und eine Professur für Kunst und Medien an der Muthesius Kunsthochschule in Kiel inne.
Thorsten Goldberg ist Mitglied im Deutschen Künstlerbund, er lebt in Berlin.

## Auswahl realisierter Arbeiten im öffentlichen Raum
- 1991 Nachhausegehen Zuhausesein Zuhausebleiben, (Thomas Bauer), 10 Plakatwände in der Stuttgarter Innenstadt
- 1993 International sculpture (Thomas Bauer) Wall aus 1800 Sandsäcken vor dem Eingang der Kunsthalle Kiel zu „Kunst im Weltmaßstab“, Kunsthalle Kiel
- 1996 reichweite, griffhöhe, Neonschriftzüge und Barcodes auf den Giebelwänden zweier Plattenbauten Wohnblocks in Berlin-Hellersdorf
- 1997 big game (hunt), (mit A. Kaufmann und R. Reitermann), Architekturspiel auf dem Rathausplatz Lüdenscheid
- 1997 Stein, Papier, Schere, zufallsgeschaltete Neonzeichen als permanente Markierung des ehemaligen Grenzübergangs Oberbaumbrücke Berlin
- 1998 Einmal ganz viel von allem, Bepflanzung, Levillain Park, Museum Heidenheim
- 2000 Hunger und Durst, Cola und Wurst, Installation mit drei Sängern, Skulpturprojekt Wiesbaden
- 2000 stand-by Potsdam, permanente Gasflamme seitlich am Schornstein eines stillgelegten Fabrikareals, Potsdam
- 2002 concierge, gemauerter Torpfosten mit Gegensprechanlage, Bergkamen-Heil
- 2002 fingerwalks, permanente Videoinstallation im Atrium der Landesklinik Eberswalde
- 2002 curtain mov., laufender Vorhang im Park der Landesklinik Eberswalde
- 2003 Milch & Honig, Großdia einer historischen Schlaraffenlandkarte im S-Bhf. Unter den Linden, Pariser Platz Berlin
- 2004 Nächster Halt – Milch & Honig, elektronische Haltestelle, Hauptstraße Heidenheim
- 2005 Depot Wismar, Neonschriftzug am alten Hafenspeicher Wismar
- 2006 Flüsse aus Wein und Bier, Neonprophezeiung zu: „Wo bitte geht’s zum Öffentlichen“, Wiesbaden
- 2006 Inventar der Historischen Büsten und Sockel, Charité Berlin
- 2009 Cumulus 07.08, Lichtpromenade Lippstadt innerhalb des Projektes Hellweg – ein Lichtweg
- 2010 Cumulus Berlin, Bundesministerium für Ernährung, Landwirtschaft und Verbraucherschutz (BMELV), Berlin
- 2010 Milch&Honig, anlässlich "Blickwechsel", Museum Ratingen
- 2012 60°N 05°E (encased waterside), Lichtskulptur, Bergen/Norwegen
- 2012 Cumulus 11.08, im Skulpturenpark der Herbert Gerisch Stiftung Neumünster
- 2013 And Honey Upon Hawthorn Grows, Windgetriebene Skulptur im Ronald-Reagan-Park, Danzig/Polen
- 2014 Radom Cumulus, Neon Skulptur auf Museum Mazovian Centre of Contemporary Art – Elektrownia in Radom/Polen
- 2017 The opera ain’t over till the fat lady sings, Skulptur für das Center for Polish Sculpture, Oronsko/Polen[9]
- 2018 24 kt, Vogelnest aus 74 Gold-Zweigen, Grundschule am Fuchsberg - Berlin-Biesdorf (im Mai 2019 gestohlen[10])
- 2020 53°30'N, fünf Gebirgsmodelle an der Fassade der North East Transit Garage, Edmonton, Alberta/Kanada[11]

## Auswahl an Einzelausstellungen
- 1992 Thorsten Goldberg – one weekend, Württembergischer Kunstverein Stuttgart
- 1993 Thorsten Goldberg – Galerie Wohnmaschine, Berlin
- 1995 schmutz, Kunstmuseum Heidenheim
- 1996 remotes, Galerie Wohnmaschine, Berlin
- 1997 birdies inside, Galerie Wohnmaschine, Berlin
- 1999 Thorsten Goldberg – Galerie Hafemann, Wiesbaden
- 2001 Thorsten Goldberg – XX1 Galerie, Warschau/Polen
- 2002 detached village, Kunsthalle Münster Am Hawerkamp, Münster
- 2005 things are generally different behind closed doors, Espai 13, Fundació Joan Miró, Barcelona/Spanien
- 2010 constructing clouds, whiteconcepts, Berlin
- 2012 54°4min, Herbert Gerisch Stiftung, Neumünster
- 2013 54°24min, Laznia – Center for Contemporary Art, Danzig/Polen
- 2013 51°15min, Städtische Galerie im Park Viersen
- 2017 constructing clouds, Center for Polish Sculpture, Oronsko/Polen